# Sandra Paretti
Œuvres principales
La rose et l'épée (1967)
Sandra Paretti, née le 5 février 1935 à Ratisbonne et morte le 12 mars 1994 à Meilen, est le nom de plume d'un écrivain germano-suisse.
Elle est l'auteur de romans historiques tirés à des millions d'exemplaires et traduits en vingt-huit langues. Certains d'entre eux ont été portés à l'écran.

## Biographie

### Origines et famille
Sandra Paretti naît Irmgard Schneeberger le 5 février 1935 à Ratisbonne. Née Allemande, elle se fait naturaliser suisse en 1987, obtenant le droit de cité de Nesslau, dans le canton de Saint-Gall.
Son père, Clemens Schneeberger, est juriste ; sa mère est née Maria Lang.
Elle épouse Hans Looser, publicitaire, en 1987.

### Études et parcours professionnel
Sandra Paretti fait des études de langue et littérature allemande et de musicologie aux universités de Munich, de Paris et de Vienne, conclues par un doctorat à Munich en 1960. Sa thèse porte sur les contes d'artiste (de) de la première moitié du XXe siècle.
Elle exerce la profession de journaliste auprès de l'Abendzeitung, puis se consacre entièrement à l'écriture à partir de 1967,. Elle vit à partir de 1969 dans le canton de Zurich, d'abord à Herrliberg.

### Écriture
Sandra Paretti publie sous ce nom de plume, celui d'un de ses ancêtres, des romans historiques sur fond d'érotisme, de crime et de luxe, tirés à des millions d'exemplaires en vingt-huit langues.
Son premier livre, La rose et l'épée, paru en 1967, est le premier d'une trilogie. Son dernier roman, Tara Calese, paru en 1988, traite des femmes dans le milieu de la mafia new-yorkaise.
Certains de ses romans ont été portés à l'écran.

### Fin de vie et mort
Atteinte d'un cancer incurable depuis deux ans, Sandra Paretti se donne la mort le 12 mars 1994 à Meilen, dans le canton de Zurich, à l'âge de 59 ans en ayant recours à l'association Exit. Elle en témoigne dans son avis mortuaire, qui paraît deux jours plus tard dans la Neue Zürcher Zeitung,.

## Hommage posthume
Une rue d'un nouveau quartier de Ratisbonne porte son nom depuis janvier 2012.

## Archives
Ses archives sont conservées à la bibliothèque publique de Ratisbonne (de).

## Œuvre
- (de) Geliebte Caroline : Roman-Trilogie, Munich, Gütersloh (de), 1974, 698 p. (ISBN 3570059553)1. Rose und Schwert (1967), 2. Lerche und Löwe (1969), 3. Purpur und Diamant (1971)
- (de) Der Winter, der ein Sommer war, Munich, Gütersloh (de), 1972, 541 p. (adapté (de) en 1976 à la télévision par Fritz Umgelter[9])
  - Les tambours de l'hiver (trad. César Reiser), Paris, Belfond, 1980, 446 p. (ISBN 2714413390)

- (de) Die Pächter der Erde, Munich, Gütersloh (de), 1973, 511 p. (ISBN 3570082377)[10]

- (de) Das Zauberschiff, Locarno, Droemer Knaur, 1977, 398 p. (ISBN 3858860611)[11]
  - La dernière croisière du Cécilia (trad. Michel-François Demet), Paris, Belfond, 1981, 332 p. (ISBN 2714413862)
- (de) Das Echo deiner Stimme, Ascona, Droemer Knaur Verlag Schoeller, 1980, 206 p. (ISBN 3858860875)[12]
- (de) Der Wunschbaum, Locarno, Droemer Knaur Verlag Schoeller & Co, 1975, 288 p. (ISBN 3426005190)
  - L'arbre du bonheur (trad. Jacques Legrand), Paris, Belfond, 1983, 368 p. (ISBN 2714416209)
- (de) Maria Canossa, Locarno, Droemer Knaur, Schoeller, 1979, 350 p. (ISBN 3858860751)[13]
- (de) Paradiesmann, Munich, Droemer Knaur, 1983, 381 p. (ISBN 3426190753)[14],[15]
- (de) Tara Calese, Munich, Blanvalet (de), 1988, 415 p. (ISBN 3764508515)[16]
- (de) Der rote Vogel (scénario pour la chaîne ZDF), 1993[17]